# Tercera ronda de la Clasificación de Concacaf para la Copa Mundial de Fútbol de 1998

## Resultados

### Grupo A
| Pos. | Equipo            | Pts. | PJ | G | E | P | GF | GC | Dif. | Clasificación            |     | Bandera de Estados Unidos | Bandera de Costa Rica | Bandera de Guatemala | Bandera de Trinidad y Tobago |
| ---- | ----------------- | ---- | -- | - | - | - | -- | -- | ---- | ------------------------ | --- | ------------------------- | --------------------- | -------------------- | ---------------------------- |
| 1    | Estados Unidos    | 13   | 6  | 4 | 1 | 1 | 10 | 5  | +5   | Avanza a la cuarta ronda |     | —                         | 2:1                   | 2:0                  | 2:0                          |
| 2    | Costa Rica        | 12   | 6  | 4 | 0 | 2 | 9  | 5  | +4   | Avanza a la cuarta ronda |     | 2:1                       | —                     | 3:0                  | 2:1                          |
| 3    | Guatemala         | 8    | 6  | 2 | 2 | 2 | 6  | 9  | −3   |                          |     | 2:2                       | 1:0                   | —                    | 2:1                          |
| 4    | Trinidad y Tobago | 1    | 6  | 0 | 1 | 5 | 3  | 9  | −6   |                          | 0:1 | 0:1                       | 1:1                   | —                    |                              |

 Fuente: [cita requerida]
| 1 de septiembre de 1996 | Trinidad y Tobago | 0:1 (0:0) | Costa Rica | Hasely Crawford, Puerto España                             |                                                            |
|                         |                   |           | Gómez 54'  | Asistencia: 25 000 espectadores Árbitro(s): Oscar Bardalez | Asistencia: 25 000 espectadores Árbitro(s): Oscar Bardalez |

| 6 de octubre de 1996 | Trinidad y Tobago | 1:1 (1:1) | Guatemala      | Hasely Crawford, Puerto España                         |                                                        |
|                      | Nixon 37'         |           | R. Ramírez 54' | Asistencia: 20 000 espectadores Árbitro(s): Mark Forde | Asistencia: 20 000 espectadores Árbitro(s): Mark Forde |

| 3 de noviembre de 1996 | Estados Unidos            | 2:0 (0:0) | Guatemala | RFK Memorial Stadium, Washington D. C.                      |                                                             |
|                        | Wynalda 54' · McBride 87' |           |           | Asistencia: 30 082 espectadores Árbitro(s): Charles Barrett | Asistencia: 30 082 espectadores Árbitro(s): Charles Barrett |

| 10 de noviembre de 1996 | Estados Unidos           | 2:0 (0:0) | Trinidad y Tobago | City Stadium, Richmond                                    |                                                           |
|                         | Dooley 53' · Wynalda 84' |           |                   | Asistencia: 19 312 espectadores Árbitro(s): Arturo Brizio | Asistencia: 19 312 espectadores Árbitro(s): Arturo Brizio |

| 10 de noviembre de 1996 | Costa Rica                            | 3:0 (0:0) | Guatemala | Estadio Ricardo Saprissa, Tibás                              |                                                              |
|                         | Delgado 53' · Medford 74' · Gómez 78' |           |           | Asistencia: 17 000 espectadores Árbitro(s): Argelio Sabillon | Asistencia: 17 000 espectadores Árbitro(s): Argelio Sabillon |

| 24 de noviembre de 1996 | Trinidad y Tobago | 0:1 (0:1) | Estados Unidos | Hasely Crawford, Puerto España                       |                                                      |
|                         |                   |           | Moore 36'      | Asistencia: 4000 espectadores Árbitro(s): Mark Forde | Asistencia: 4000 espectadores Árbitro(s): Mark Forde |

| 24 de noviembre de 1996 | Guatemala | 1:0 (1:0) | Costa Rica | Memorial Coliseum, Los Ángeles                               |                                                              |
|                         | Plata 34' |           |            | Asistencia: 22 697 espectadores Árbitro(s): Rafael Rodríguez | Asistencia: 22 697 espectadores Árbitro(s): Rafael Rodríguez |

| 1 de diciembre de 1996 | Costa Rica                  | 2:1 (1:0) | Estados Unidos | Estadio Ricardo Saprissa, Tibás                               |                                                               |
|                        | Wanchope 39' · W. López 84' |           | Jones 89'      | Asistencia: 18 000 espectadores Árbitro(s): Peter Prendergast | Asistencia: 18 000 espectadores Árbitro(s): Peter Prendergast |

| 8 de diciembre de 1996 | Guatemala     | 2:1 (1:1) | Trinidad y Tobago | Memorial Coliseum, Los Ángeles                              |                                                             |
|                        | Rodas 26' 67' |           | Eve 30'           | Asistencia: 24 000 espectadores Árbitro(s): William Laidlaw | Asistencia: 24 000 espectadores Árbitro(s): William Laidlaw |

| 14 de diciembre de 1996 | Estados Unidos             | 2:1 (1:0) | Costa Rica | Stanford Stadium, Palo Alto                                  |                                                              |
|                         | McBride 16' · Lassiter 60' |           | Gómez 74'  | Asistencia: 40 527 espectadores Árbitro(s): León Padro Borja | Asistencia: 40 527 espectadores Árbitro(s): León Padro Borja |

| 21 de diciembre de 1996 | Costa Rica       | 2:1 (1:1) | Trinidad y Tobago | Estadio José Rafael "Fello" Meza Ivancovich, Cartago     |                                                          |
|                         | Wanchope 44' 60' |           | Nixon 7'          | Asistencia: 0 espectadores Árbitro(s): Pascual Rebolledo | Asistencia: 0 espectadores Árbitro(s): Pascual Rebolledo |

| 21 de diciembre de 1996 | Guatemala            | 2:2 (2:1) | Estados Unidos                | Estadio Cuscatlán, San Salvador                          |                                                          |
|                         | Funes 9' · Plata 44' |           | Radosavljević 7' · Hejduk 48' | Asistencia: 43 000 espectadores Árbitro(s): Mike Seifert | Asistencia: 43 000 espectadores Árbitro(s): Mike Seifert |

### Grupo B
| Pos. | Equipo      | Pts. | PJ | G | E | P | GF | GC | Dif. | Clasificación            |     | Bandera de Canadá | Bandera de El Salvador | Bandera de Panamá | Bandera de Cuba |
| ---- | ----------- | ---- | -- | - | - | - | -- | -- | ---- | ------------------------ | --- | ----------------- | ---------------------- | ----------------- | --------------- |
| 1    | Canadá      | 16   | 6  | 5 | 1 | 0 | 10 | 1  | +9   | Avanza a la cuarta ronda |     | —                 | 1:0                    | 3:1               | 2:0             |
| 2    | El Salvador | 10   | 6  | 3 | 1 | 2 | 12 | 6  | +6   | Avanza a la cuarta ronda |     | 0:2               | —                      | 3:2               | 3:0             |
| 3    | Panamá      | 5    | 6  | 1 | 2 | 3 | 8  | 11 | −3   |                          |     | 0:0               | 1:1                    | —                 | 3:1             |
| 4    | Cuba        | 3    | 6  | 1 | 0 | 5 | 4  | 16 | −12  |                          | 0:2 | 0:5               | 3:1                    | —                 |                 |

 Fuente: [cita requerida]

### Grupo C
| Pos. | Equipo                       | Pts. | PJ | G | E | P | GF | GC | Dif. | Clasificación            |     | Bandera de Jamaica | Bandera de México | Bandera de Honduras | Bandera de San Vicente y las Granadinas |
| ---- | ---------------------------- | ---- | -- | - | - | - | -- | -- | ---- | ------------------------ | --- | ------------------ | ----------------- | ------------------- | --------------------------------------- |
| 1    | Jamaica                      | 13   | 6  | 4 | 1 | 1 | 12 | 3  | +9   | Avanza a la cuarta ronda |     | —                  | 1:0               | 3:0                 | 5:0                                     |
| 2    | México                       | 12   | 6  | 4 | 0 | 2 | 14 | 6  | +8   | Avanza a la cuarta ronda |     | 2:1                | —                 | 3:1                 | 5:1                                     |
| 3    | Honduras                     | 10   | 6  | 3 | 1 | 2 | 18 | 11 | +7   |                          |     | 0:0                | 2:1               | —                   | 11:3                                    |
| 4    | San Vicente y las Granadinas | 0    | 6  | 0 | 0 | 6 | 6  | 30 | −24  |                          | 1:2 | 0:3                | 1:4               | —                   |                                         |

 Fuente: [cita requerida]
| 15 de septiembre de 1996 | Jamaica                      | 3:0 (1:0) | Honduras | Independence Park, Kingston                                   |                                                               |
|                          | Boyd 14', 53' · Whitmore 85' | Reporte   |          | Asistencia: 21 000 espectadores Árbitro(s): Ramón Méndez Vega | Asistencia: 21 000 espectadores Árbitro(s): Ramón Méndez Vega |

| 15 de septiembre de 1996 | San Vicente y las Granadinas | 0:3 (0:1) | México                        | Arnos Vale Stadium, Kingstown                                     |                                                                   |
|                          |                              | Reporte   | Peláez 15', 51' · Álvarez 89' | Asistencia: 1600 espectadores Árbitro(s): Rafael Rodríguez Medina | Asistencia: 1600 espectadores Árbitro(s): Rafael Rodríguez Medina |

| 21 de septiembre de 1996 | Honduras                       | 2:1 (0:0) | México      | Estadio Francisco Morazán, San Pedro Sula                  |                                                            |
|                          | Pavón 50' · Bennett 82' (pen.) | Reporte   | Ramírez 63' | Asistencia: 19 120 espectadores Árbitro(s): Raúl Domínguez | Asistencia: 19 120 espectadores Árbitro(s): Raúl Domínguez |

| 23 de septiembre de 1996 | San Vicente y las Granadinas | 1:2 (0:2) | Jamaica        | Arnos Vale Stadium, Kingstown                                     |                                                                   |
|                          | Harry 82'                    | Reporte   | Young 20', 41' | Asistencia: 4000 espectadores Árbitro(s): George Richenel Cameron | Asistencia: 4000 espectadores Árbitro(s): George Richenel Cameron |

| 13 de octubre de 1996 | San Vicente y las Granadinas | 1:4 (0:3) | Honduras                            | Arnos Vale Stadium, Kingstown                         |                                                       |
|                       | Chewitt 62'                  | Reporte   | Suazo 7', 62' · Santamaría 23', 42' | Asistencia: 2200 espectadores Árbitro(s): Jose Farias | Asistencia: 2200 espectadores Árbitro(s): Jose Farias |

| 16 de octubre de 1996 | México                     | 2:1 (1:0) | Jamaica  | Estadio Azteca, Ciudad de México                            |                                                             |
|                       | Zague 44' · Hermosillo 55' | Reporte   | Boyd 70' | Asistencia: 110 000 espectadores Árbitro(s): Ramesh Ramdhan | Asistencia: 110 000 espectadores Árbitro(s): Ramesh Ramdhan |

| 27 de octubre de 1996 | Honduras | 0:0     | Jamaica | Estadio Francisco Morazán, San Pedro Sula                  |                                                            |
|                       |          | Reporte |         | Asistencia: 20 928 espectadores Árbitro(s): Raúl Domínguez | Asistencia: 20 928 espectadores Árbitro(s): Raúl Domínguez |

| 30 de octubre de 1996 | México                                                            | 5:1 (2:0) | San Vicente y las Granadinas | Estadio Azteca, Ciudad de México                       |                                                        |
|                       | Galindo 20', 29' · Zague 48' · Hermosillo 70' · Walker 88' (a.g.) | Reporte   | Velox 88'                    | Asistencia: 27 000 espectadores Árbitro(s): René Parra | Asistencia: 27 000 espectadores Árbitro(s): René Parra |

| 6 de noviembre de 1996 | México                                   | 3:1 (3:0) | Honduras   | Estadio Azteca, Ciudad de México                             |                                                              |
|                        | Galindo 32' · Hermosillo 35' · Zague 45' | Reporte   | Reneau 69' | Asistencia: 105 000 espectadores Árbitro(s): Rodrigo Badilla | Asistencia: 105 000 espectadores Árbitro(s): Rodrigo Badilla |

| 10 de noviembre de 1996 | Jamaica                                                   | 5:0 (2:0) | San Vicente y las Granadinas | Independence Park, Kingston                             |                                                         |
|                         | Whitmore 10', 13' · Young 64' · Cargill 66' · Malcolm 84' | Reporte   |                              | Asistencia: 30 000 espectadores Árbitro(s): Tim Weyland | Asistencia: 30 000 espectadores Árbitro(s): Tim Weyland |

| 17 de noviembre de 1996 | Jamaica      | 1:0 (0:0) | México | Independence Park, Kingston                               |                                                           |
|                         | Goodison 82' | Reporte   |        | Asistencia: 32 000 espectadores Árbitro(s): Mario Escobar | Asistencia: 32 000 espectadores Árbitro(s): Mario Escobar |

| 17 de noviembre de 1996 | Honduras | 11:3 (5:1) | San Vicente y las Granadinas | Estadio Francisco Morazán, San Pedro Sula                |                                                          |
|                         | Barrios 3' · Suazo 11', 38', 50' · Cruz 19' · Pavón 30' · Reneau 48' · Membreño 65' · Núñez 67', 84' · Bennett 77' | Reporte    | Jack 37' · Guy 62' · Sam 75' | Asistencia: 4378 espectadores Árbitro(s): Raúl Domínguez | Asistencia: 4378 espectadores Árbitro(s): Raúl Domínguez |